# Contea di Oswego
La contea di Oswego, in inglese Oswego County, è una contea dell'area centro-settentrionale dello Stato di New York negli Stati Uniti. Il capoluogo di contea è Oswego.

## Geografia fisica
La contea si trova nel centro-nord dello Stato. A nord-ovest si affaccia sul lago Ontario, mentre a sud-est sul lago Oneida. Parte dell'area orientale ricade nella regione del Tug Hill Plateau. Il territorio è prevalentemente pianeggiante, tranne l'angolo nord-est, dove si trova un altopiano. Nell'area settentrionale scorre il fiume Salmon che fa da immissario ed emissario al lago omonimo e sfocia nella Mexico Bay del lago Ontario. Presso la foce del fiume Salmon è stato istituito il parco statale di Selkirk Shores. Più a sud sfociano nella Mexico Bay i fiumi Little Salmon e Catfish Creek. Nell'area centrale scorre il fiume Oswego che, scorrendo verso nord, bagna la città di Fulton e la città portuale di Oswego posta alla foce sul lago Ontario. Ad ovest di Fulton è situato il lago Neatahwanta. Nell'area occidentale scorre il Ninemile Creek.

### Contee confinanti
- Contea di Jefferson - nord
- Contea di Lewis - nord-est
- Contea di Oneida - est
- Contea di Madison - sud-est
- Contea di Onondaga - sud
- Contea di Cayuga - ovest

## Storia
I primi abitanti del territorio della contea furono i nativi della confederazione irochese, in particolare i popoli Onondaga e Oneida. Quando furono istituite le Province di New York nel 1683, l'area dell'attuale contea faceva parte della contea di Albany. Nell'agosto del 1756, nel corso della guerra dei sette anni, i francesi conquistarono il forte inglese di Oswego. La contea di Oswego fu istituita nel 1816 unendo territori che fino ad allora avevano fatto parte delle contee di Oneida e di Onondaga. Il nome deriva dalla parola irochese "on ti ahan toque" che significa "dove la valle si allarga" o "foce del  fiume". Nel 1829 venne costruito il canale Oswego che rese possibile il collegamento del canale Erie con il lago Ontario.

## Comuni

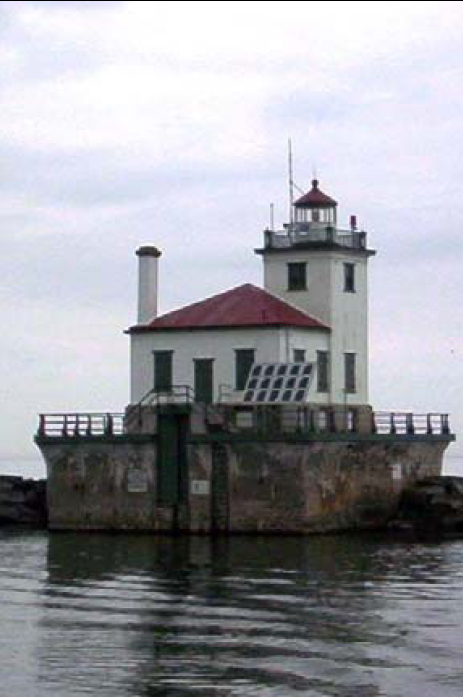
Faro del porto di Oswego

### Cities
- Fulton
- Oswego (capoluogo)

### Towns
| - Albion - Amboy - Boylston - Constantia - Granby - Hannibal - Hastings - Mexico - Minetto - New Haven - Orwell | - Palermo - Parish - Redfield - Richland - Sandy Creek - Schroeppel - Scriba - Volney - West Monroe - Williamstown |

### Villages
- Altmar
- Central Square
- Cleveland
- Lacona
- Phoenix
- Pulaski
- Sand Ridge